# Lucien Laurent
Lucien Laurent (n. 10 decembrie 1907 – d. 11 aprilie 2005) a fost un jucător francez de fotbal, faimos pentru că a marcat primul gol din istorie la Campionatul Mondial de Fotbal. S-a născut în Saint-Maur-des-Fossés, Val-de-Marne, Ile-de-France aproape de Paris.
Între 1921 și 1923, Laurent a jucat pentru echipa semiprofesionistă Cercle Athlétique de Paris, înainte de a fi luat de Sochaux, apoi pentru echipa fabricii Peugeot unde lucra. Ca jucător amator i-au fost acoperite doar cheltuielile de bază de către Federația Franceză de Fotbal, pentru cât a stat la campionatul din Uruguay.
În Uruguay, Laurent a scris istorie marcând primul gol din istoria Campionatelor Mondiale: un voleu în minutul 19 al meciului împotriva Mexicului pe 13 iulie 1930. Franța a câștigat meciul cu 4-1, dar a pierdut celelalte meciuri din grupă cu Argentina și Chile, fiind eliminată.